# Nazlı Ilıcak
Nazlı Ilıcak (née Nazlı Çavuşoğlu le 14 novembre 1944 à Ankara) est une journaliste, écrivain et femme politique turque.

## Biographie
Nazlı Ilıcak devient éditorialiste au journal Tercüman (en) après avoir épousé le propriétaire du quotidien, Kemal Ilicali. Elle devient rapidement une importante figure de la droite modérée turque. Elle se rapproche de la droite conservatrice après le « coup d'État post-moderne » de 1997 où elle est licenciée du journal Aksam. Elle est élue députée du Parti de la vertu lors de l'élection générale turque de 1999, mais perd son siège quand le parti est interdit en 2001. Elle se rapproche de l'AKP et apporte son soutien à ce parti. Mais en 2013, elle est licenciée du journal pro-gouvernemental Sabah pour avoir demandé la démission des quatre ministres impliqués dans une affaire de corruption. Elle travaille alors pour le  journal Bugün mais celui-ci est saisi par l'État turc en juin 2015. Elle décide de créer son propre journal, Özgür Düsünce (La Libre Pensée). Elle condamne la tentative de coup d'État de juillet 2016 comme étant une action antidémocratique. Cependant, quelques jours plus tard, elle est placée sous mandat d'arrêt avec 41 autres journalistes. 

### Vie privée
Nazlı Çavuşoğlu naît en 1944 de Muammer Çavuşoğlu (tr), homme politique et ancien ministre du gouvernement, et de son épouse İhsan à Ankara, en Turquie. Elle a un frère, Ömer Çavuşoğlu (tr).
Elle est élève au TED Ankara College et termine ses études secondaires au lycée Notre-Dame de Sion à Istanbul. Elle étudie les sciences politiques à l'université de Lausanne.
En 1969, elle épouse Kemal Ilıcak (tr), éditeur du quotidien Tercüman (en). Deux enfants naissent de ce mariage. Son mari meurt en 1993 d'un accident cérébral.
Elle se remarie un an plus tard avec Emin Sirin. Ce deuxième mariage se solde en 2003 par un divorce.